# Bobby Charles
Bobby Charles, właściwie Robert Charles Guidry (ur. 21 lutego 1938 w Abbeville, Luizjana, zm. 14 stycznia 2010 tamże) – amerykański piosenkarz i kompozytor.
Charles współpracował z takimi wykonawcami i grupami muzycznymi jak Rick Danko of The Band, Willie Nelson, Tony Joe White, Fats Domino czy Bo Diddley. 
We wrześniu 2007 roku Charles został wprowadzony do Louisiana Music Hall of Fame za zasługi dla muzyki w stanie Luizjana. Ostatnie wydawnictwo muzyka Homemade Songs ukazało się w 2008 roku.